# Selenodes karelica
Selenodes karelica is een vlinder uit de familie bladrollers (Tortricidae). De wetenschappelijke naam is voor het eerst geldig gepubliceerd in 1875 door Tengstrom.
De soort komt voor in Europa.